# Баунти (филм)
„Баунти“ (на английски: The Bounty) е американско-британски филм от 1984 година на режисьора Роджър Доналдсън по сценарий на Робърт Болт, базиран на книгата „Капитан Блай и г-н Крисчън“ на Ричард Хю.
Филмът е петият в историята на киното, който описва метежа на „Баунти“, британски кораб в Тихия океан в края на XVIII век, чийто екипаж се разбунтува срещу капитана си и се заселва на остров Питкерн. Главните роли се изпълняват от Антъни Хопкинс, Мел Гибсън, Даниъл Дей-Люис, Бърнард Хил.
„Баунти“ е номиниран за наградата „Златна палма“.